# 試管架

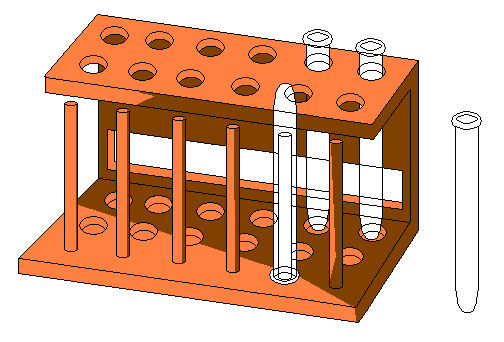
試管架

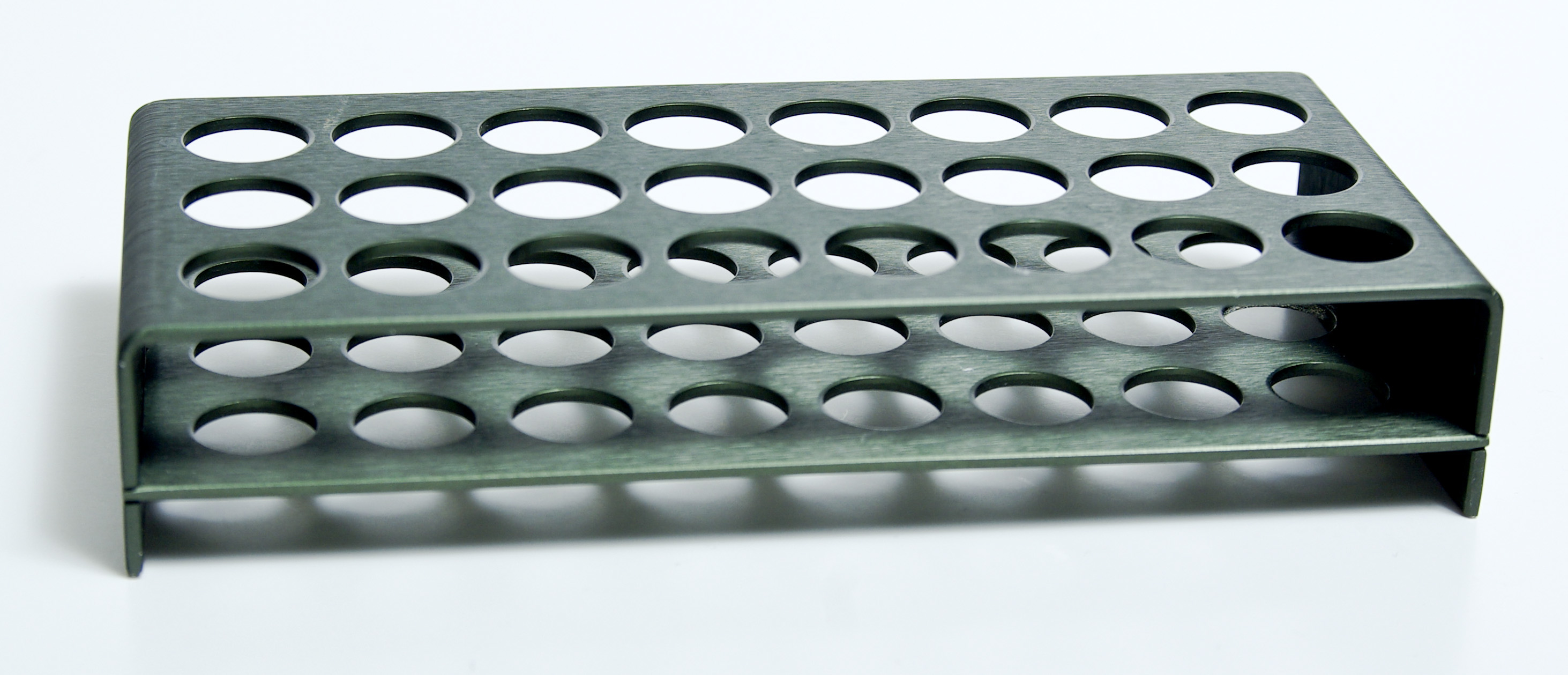
鐵製試管架

試管架是一種實驗室設備，用于摆放或收納多個试管。试管架可用木材或塑料等材料制成，通常由底座、面板以及用来连接和支撑的若干支柱组成。位于上部的面板有若干空洞，可以将试管直立插入其中；底座上对应空洞的位置有凹陷，用于限制试管底部的移动，这样就可以使试管整齐摆放而不倾倒，在存放及搬動多個試管時也較為安全。试管架有不同的大小，以便能配合各種不同型号的试管。另外，試管架還可以當作載體，小心地搬移裝有液體的試管，同時可為正在使用中的試管提供其它幫助。

## 種類
試管架有多種尺寸、結構樣式、製作原料、或是顏色等；其樣式的多樣性讓使用者可依照情況來增加收納於高压釜或冰箱中的數量。常見的試管架由金屬棍製成，但也有一些是以塑料、聚苯乙烯、泡沫塑料、玻璃纖維強化塑膠、或是聚丙烯製成。比較常見的結構有經典式、聯鎖立方體式、可堆疊式、試管乾燥架式、斜架式、1-well式等。

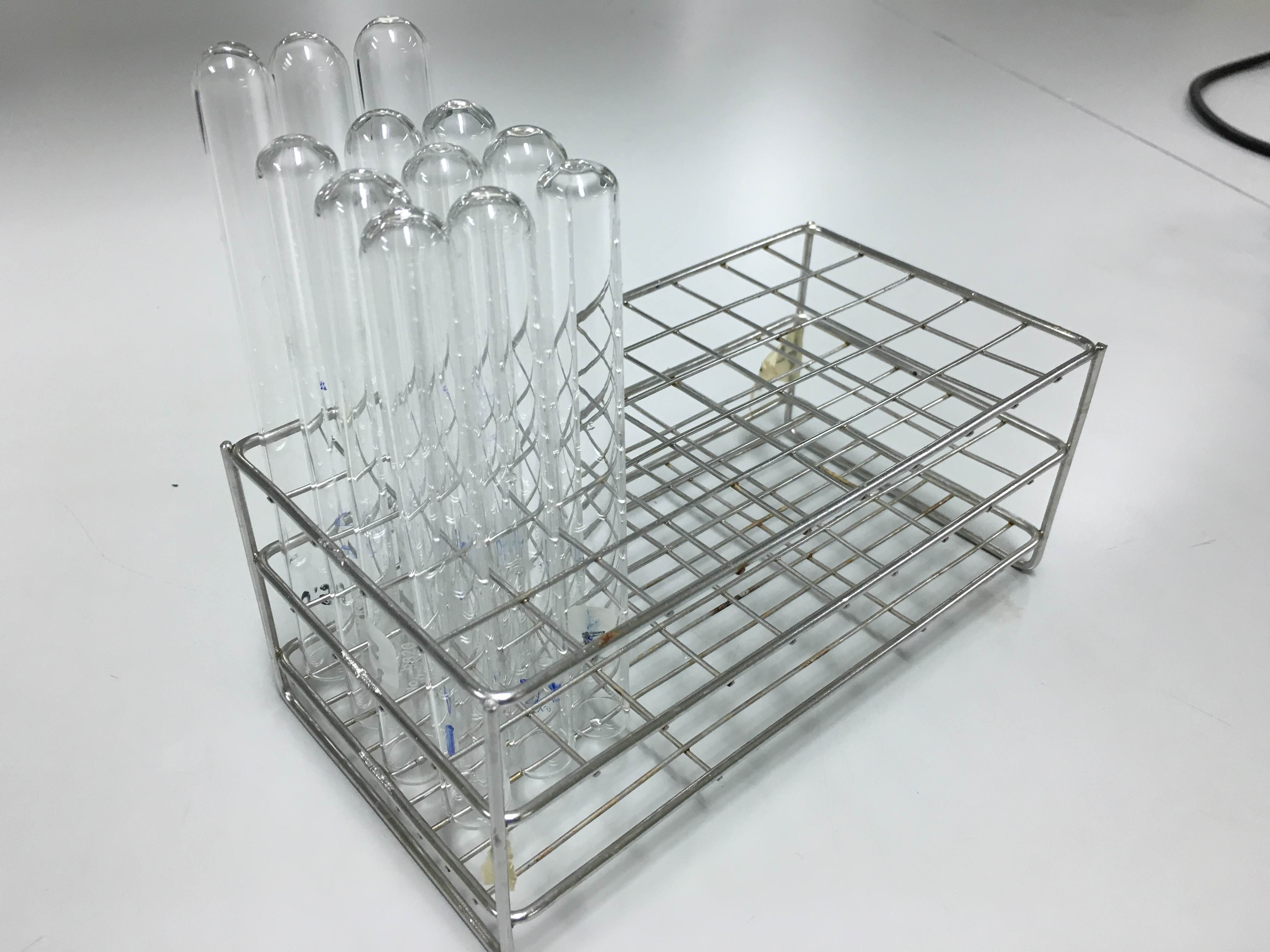
經典式試管架。

### 經典式
經典式試管架在任何常規實驗室經常見到，這類型的試管架主要由木材、不銹鋼或塑料製成。架上的結構一排一般有8孔、10孔或12孔樣式，方便用來存放試管。

### 聯鎖立方體式
聯鎖立方體式試管架由數個立方體架子組成，使用者可以根據工作需求將試管架一側立方體進行拆卸或旋轉方向。每個立方體可以容納一種尺寸的試管，但立方體的每一個側面開孔大小都不一樣，讓使用者可依照當下需求來調整某一個側面朝上，並且放置與開孔尺寸相符的試管。除了收納試管外，聯鎖立方體式試管架還可以放置培養管、離心管及微量離心管等。另外，聯鎖立方體試管架可以放入高压釜內殺菌，同時讓使用者在搬移多個不同尺寸試管時較為方便。

### 可堆疊式

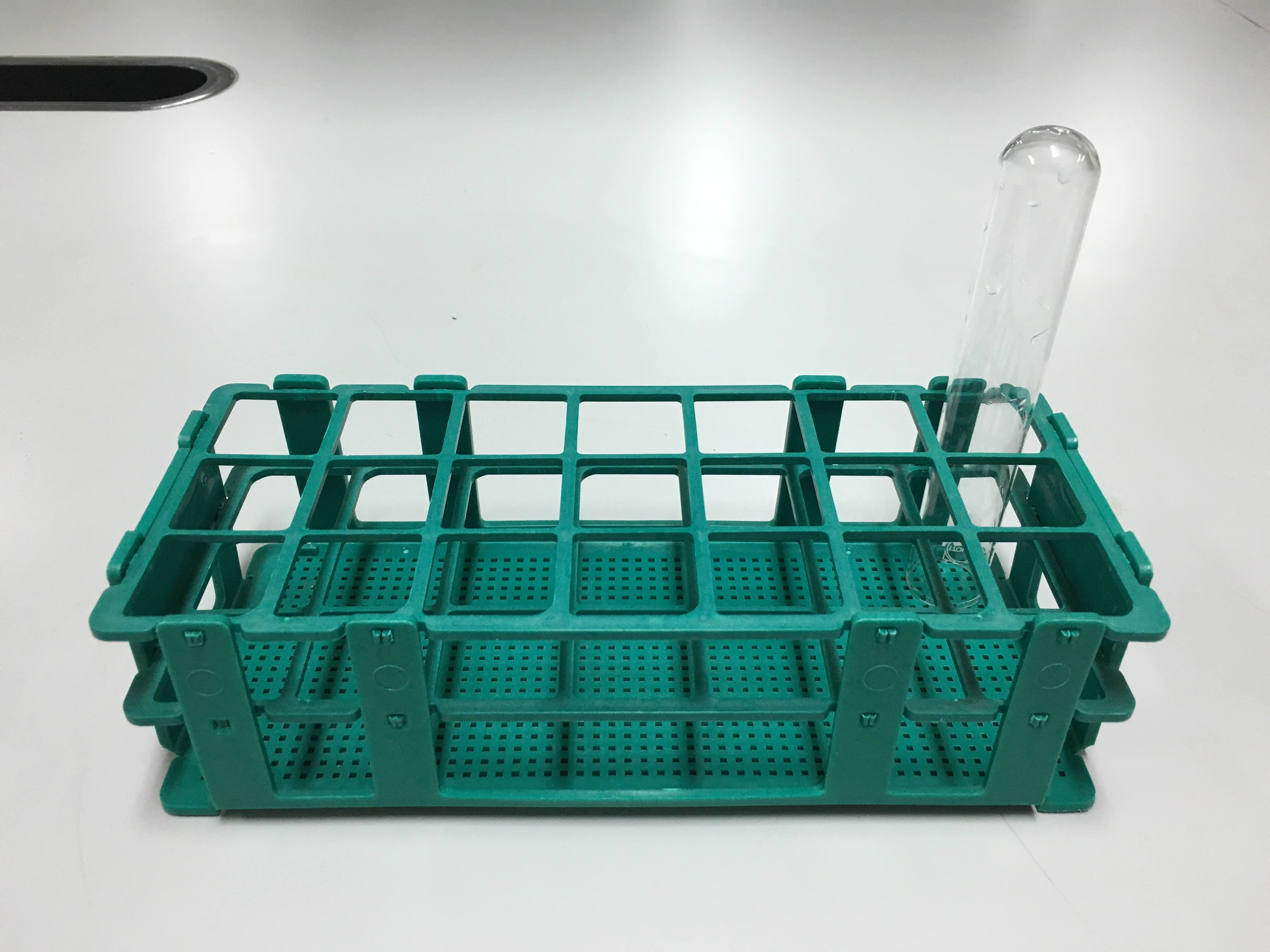
可堆疊式試管架。

可堆疊式試管架由聚丙烯製成，同時可以放置在高压釜內殺菌。此試管架結構有著輔助框架或底座，這樣可讓數個試管架堆疊在上方。

### 試管乾燥架式
乾燥架式試管架有多種用途，包括固定乾燥層析板，或是將試管倒置在塑膠柱中來乾燥之。將試管倒置的方式不僅有助於加快乾燥時間，還可以盡量減少空氣中汙染物或是其它物質積聚在管內。此外乾燥架式試管架通常由聚丙烯製成，可以放置在高壓釜內殺菌。

### 斜架式
斜架式試管架可將試管插入後，將架子傾斜固定在可放置乾燥的角度。該試管架還可將試管固定在一個角度來培育某些培養液，讓管內各個角落都能均勻混合。

### 1-well式

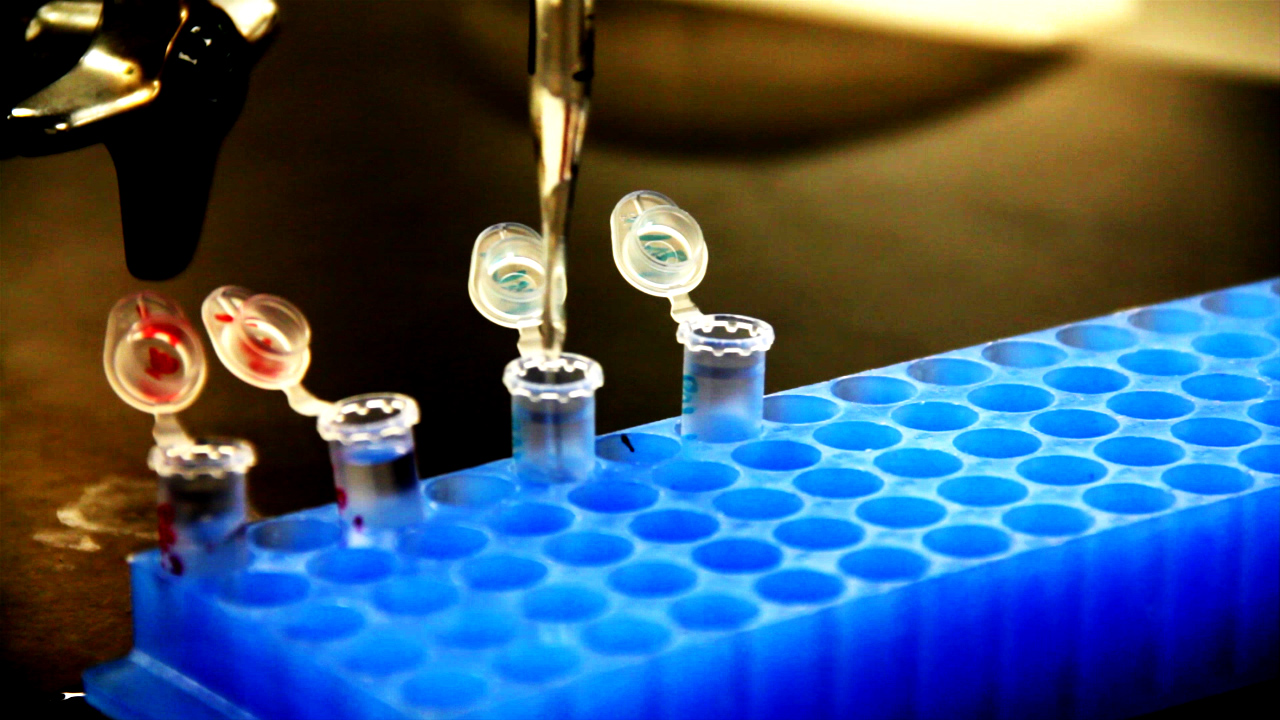
研究員正使用移液器，為放置在1-well式試管架上的連蓋式小瓶補充液體。

1-well式試管架設計成可放置一支相對可容納該空間的試管，此試管架通常由環氧樹脂塗層鋼絲所製，也有些是由聚苯乙烯製成。不過由聚苯乙烯製成的試管架底部開口大小固定，放置時須與試管緊密接合才可直立不傾倒，因此只能放置與開口尺寸匹配的試管。1-well式試管架可放置在高压釜內，同時可以放置錐形或圓弧型底部的試管。

### 小瓶架式
此類型的試管架專門為更小的塑料瓶而設計，通常該試管架由塑料製成。